# Zanclopera

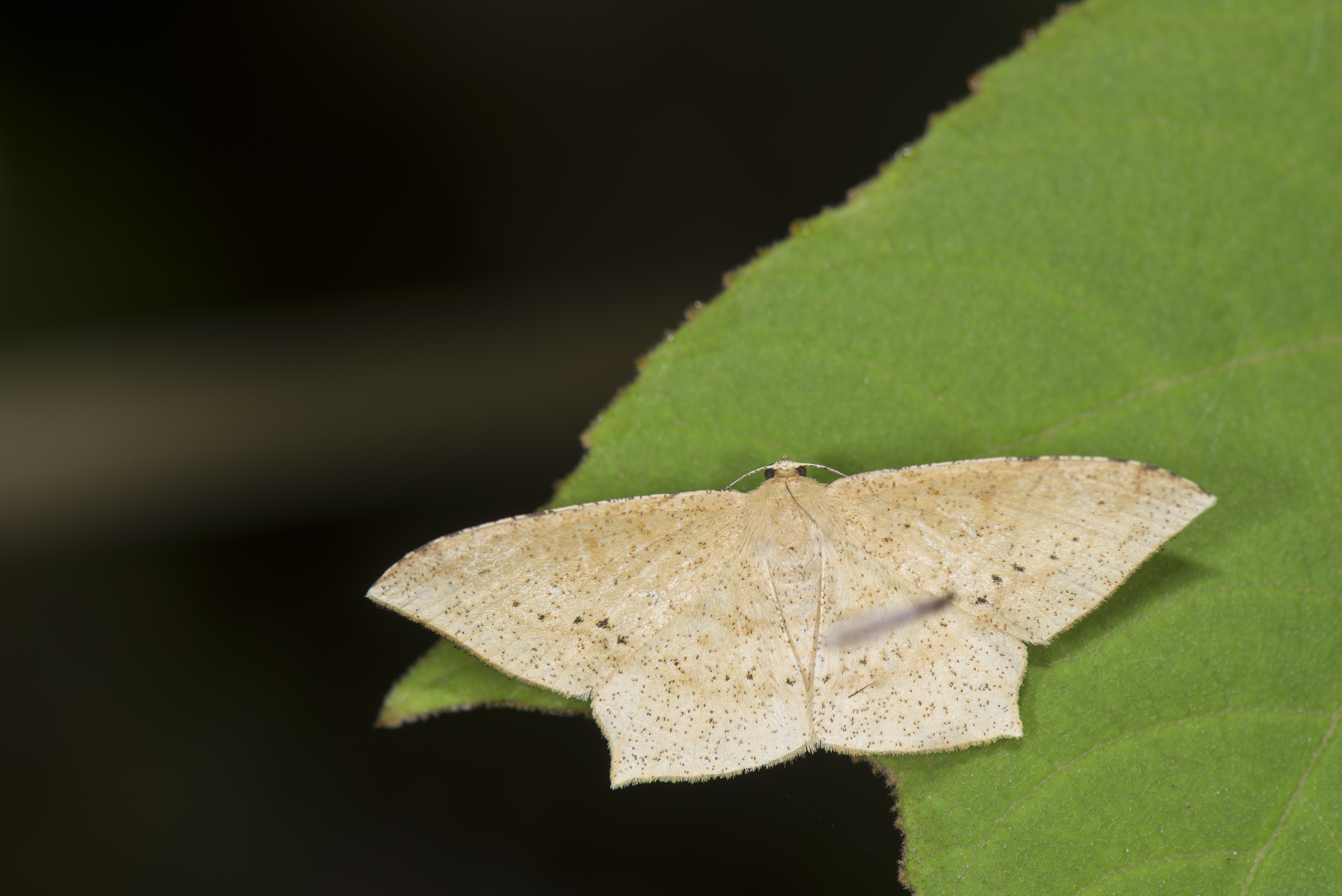
Zanclopera calidata

Zanclopera is een geslacht van vlinders van de familie spanners (Geometridae), uit de onderfamilie Ennominae.

## Soorten
- Z. calidata Warren, 1905
- Z. falcata Warren, 1894
- Z. straminearia Leech, 1897
- Z. subusta Warren, 1901